# STS-51-C
STS-51-C est la quinzième mission de l'agence spatiale américaine, la NASA, réalisée à l'aide de la navette spatiale américaine et la 3e mission de la navette Discovery. L'objectif principal de la mission, qui est affrétée par le  département de la défense des États-Unis, est de placer sur une orbite géostationnaire un satellite d'écoute électronique de type Orion accouplé à un étage de fusée IUS. La mission commandée par  Ken Mattingly assisté par quatre autres membres d'équipage décolle le 24 janvier 1985 et s'achève trois jours plus tard après avoir rempli ses objectifs.

## Équipage
L'équipage est composé de :
- Commandant : Ken Mattingly (3)  États-Unis
- Pilote : Loren Shriver (1)  États-Unis
- Spécialiste de mission 1 : Ellison S. Onizuka (1)  États-Unis
- Spécialiste de mission 2 : James Buchli (1)  États-Unis
- Spécialiste de mission 3 : Gary Payton (1)  États-Unis

Le chiffre entre parenthèses indique le nombre de vols spatiaux effectués par l'astronaute au moment de la mission.

## Paramètres de la mission
- Masse :
  - Chargement : 21 000 kg
- Périgée : 332 km
- Apogée : 341 km
- Inclinaison : 28,4°
- Période : 91,3 min

## Déroulement de la mission
STS-51-C est une mission spatiale affrétée par le  département de la défense des États-Unis dont les objectifs précis étaient couverts par le secret défense. Le but principal de la mission était sans doute de placer sur une orbite géostationnaire un satellite d'écoute électronique de type Orion accouplé à un étage de fusée IUS chargé du transfert de l'orbite basse jusqu'à l'orbite géostationnaire. C'était le premier vol de la navette spatiale destiné à placer un satellite militaire sur une orbite géostationnaire. Mattingly, qui est le commandant de la mission est assisté par le pilote Loren Shriver et trois spécialistes de mission. La navette Discovery décolle le 27 janvier 1985 et atterrit environ 3 jours plus tard après avoir rempli ses objectifs ,.